# Вазописець Антифона

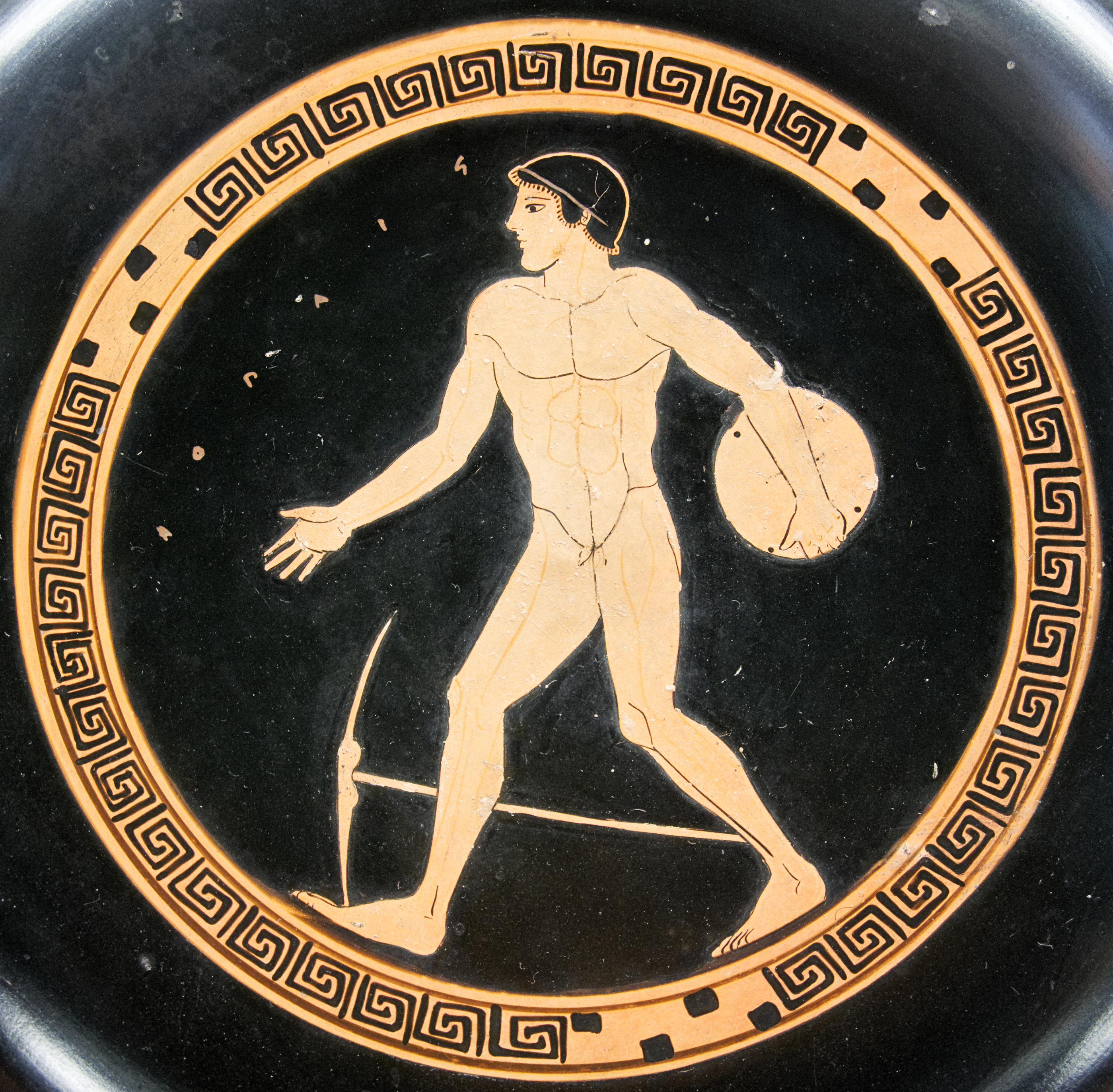
Тондо кілікса із зображенням дискобола, Вазописець Антифона, Лувр

Вазописець Антифона — анонімний давньогрецький вазописець, працював у червонофігурній техніці на початку V століття до н. е., між 500 і 475 роками до н. е. Навчався в Ефронія та Онесіма, з якими працював в одній майстерні, а також разом із Вазописцем Кальмарера.
Отримав своє умовне ім'я завдяки подвійному напису Калос, а саме Калос Антифон, на діносі, який нині зберігається Берлінському античному зібранні.
Авторству Вазописця Антифона належать близько 100 ваз (в першу чергу кіліксів). Усі вони майже без винятків зображують життя аристократичної молоді Афін, зокрема, спортсменів, сімпосіастів, комастів (комаст — гульвіса на підпитку), зі своїми кіньми та зброєю. Зображення міфологічних тем та жінок зустрічається рідко (серед останніх здебільшого гетери). Коли ж Вазописець Антифона зображував міфологічні сюжети, вони, як правило, показували героїчні вчинки Геракла або Тесея. Одна з його чаш, можливо, відображає події Марафонської битви (Орв'єто, колекція Фаїна). Також Вазописець Антифона був останнім, то створював, так звані, «окові кубки», на яких зображувалось всевидяче магічне око.